# Петко Кънев
Петко (Петър) Кънев е български революционер, деец на Вътрешната македоно-одринска революционна организация.

## Биография
Петко Кънев е роден в Колибито. Завършва основно образование и след потушаването на Илинденско-Преображенското въстание се присъединява към ВМОРО и влиза като четник във вътрешността на Македония. От пролетта на 1904 година е четник при кратовския войвода Йордан Спасов. През 1905 година е четник при Иван Наумов - Алябака и участва в сражението при Павлешенци. През 1906 година е в четата на Георги Сугарев и е един от оцелелите при избиването на четата край Паралово през март 1906 г. Във Велес, по нареждане на Алябака, убива шпионина доктор Александър, като след успешния терористичен акт е избран да убие Хилми паша в Скопие, което обаче не се осъществява. В края на 1906 година остава при скопския войвода Васил Аджаларски, с който през 1907 година се изтегля в България. Включва се през април в тръгващата за Македония чета на Симеон Молеров и на Тане Николов и участва в сражението на Ножот. След Ножот остава в четата на Иван Наумов - Алябака, която дава сражения на сръбските чети в Македония. Прибирайки се за района си, след конгреса на Битолския революционен окръг на ВМОРО в Пространската планина, е убит заедно с Алабака, при предателство в Белица, на 11 август 1907 година..